# Classe Radetzky
A Classe Radetzky foi uma classe de navios couraçados pré-dreadnought operados pela Marinha Austro-Húngara, composta pelo SMS Erzherzog Franz Ferdinand, SMS Radetzky e SMS Zrínyi. Suas construções começaram alguns anos antes da Primeira Guerra Mundial nos estaleiros da Stabilimento Tecnico Triestino em Trieste; os batimentos das quilhas do Erzherzog Franz Ferdinand e do Radetzky ocorreram em 1907, enquanto do Zrínyi foi em 1909. Foram os últimos pré-dreadnought construídos para a Áustria-Hungria e faziam parte de um programa de expansão naval iniciado e defendido pelo almirante Rudolf Montecuccoli, que desejava modernizar e fortalecer a frota do país.
Os couraçados da Classe Radetzky tinham um comprimento de 137,5 metros, boca de 24,6 metros, calado de pouco mais de oito metros e um deslocamento carregado que podia chegar a dezesseis mil toneladas. Seus sistemas de propulsão eram compostos por doze caldeiras a carvão que alimentavam dois motores de tripla-expansão com quatro cilindros, que por sua vez giravam duas hélices até uma velocidade máxima de 20,5 nós (38 quilômetros por hora). Os navios eram armados com uma bateria principal formada por quatro canhões de 305 milímetros montados em duas torres de artilharia duplas, enquanto seu cinturão de blindagem tinha entre 100 e 230 milímetros de espessura.
Os três couraçados foram comissionados na 2ª Divisão da 1ª Esquadra de Batalha entre junho de 1910 e setembro 1911. Seus serviços antes da Primeira Guerra Mundial foram limitados a exercícios de treinamento e viagens para portos estrangeiros. Eles também tiveram pouco o que fazer depois do início do conflito, porém participaram em maio de 1915 do bombardeamento da costa de Ancona após da declaração de guerra da Itália. Depois disso sua participação na guerra foi mínima, tendo passado a maior parte do tempo ancorados na base de Pola. Com a derrota da Áustria-Hungria, os três foram entregues para a Itália como prêmios de guerra e depois desmontados no pela década de 1920.

## Desenvolvimento

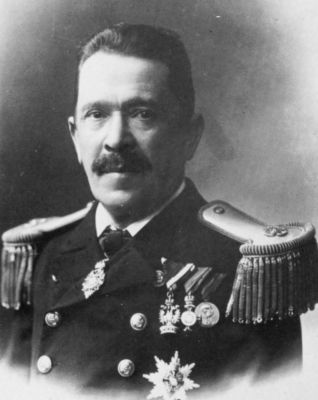
Siegfried Popper, arquiteto naval da Classe Radetzky

Os trabalhos de projeto para uma nova classe de couraçados para a Marinha Austro-Húngara começou duas semanas depois do lançamento do SMS Erzherzog Friedrich, a segunda embarcação da Classe Erzherzog Karl, no dia 30 de abril de 1904. O almirante Rudolf Montecuccoli, o Comandante da Marinha, estabeleceu em julho de 1905 sua visão para uma expansão naval. Essa proposta incluía doze couraçados, quatro cruzadores blindados, oito cruzadores de reconhecimento, dezoito contratorpedeiros, 36 barcos torpedeiros e seis u-boots. Uma comissão da marinha avaliou cinco projetos para uma nova classe de couraçados entre os dias 25 e 29 de setembro de 1905.
A primeira tarefa que precisava ser realizada era garantir o financiamento necessário para as construções. O orçamento naval austro-húngaro começou a crescer rapidamente depois de 1905, com Montecuccoli e o arquiduque Francisco Fernando, o herdeiro do trono austro-húngaro e defensor de uma expansão naval, tendo conseguido atrair apoio público para a marinha, porém os orçamentos de 1905 e 1906 não incluíam alocações para uma nova classe de couraçados. As construções do Erzherzog Friedrich e SMS Erzherzog Ferdinand Max estavam quase finalizadas em abril e maio de 1905, fazendo com que duas rampas dos estaleiros da Stabilimento Tecnico Triestino em Trieste ficassem livres pela primeira vez em anos. Montecuccoli fez um discurso para o Conselho Imperial austríaco em julho de 1906 em que pediu para que essas rampas fossem usadas, afirmando "A melhor defesa para um litoral certamente está em uma ofensiva poderosa. Porém... não podemos ir para a ofensiva contra a frota de qualquer grande potência". O almirante apresentou aos parlamentos austríaco e húngaro, em novembro, um novo orçamento naval para a construção de três couraçados com um deslocamento de 14,5 mil toneladas. Os orçamentos foram aprovados e a Marinha Austro-Húngara logo firmou contratos com a Stabilimento Tecnico Triestino para a construção dos navios.
O primeiro projeto era armado com quatro canhões de 280 milímetros em duas torres de artilharia duplas, quatro canhões de 240 milímetros em torres simples e oito canhões de 190 milímetros montados em casamatas. O segundo mantinha os canhões de 280 e 240 milímetros, porém alterava a bateria terciária para doze canhões de cem milímetros. O terceiro projeto representava um novo estilo de couraçado que estava sendo contemplado por outras marinhas, possuindo oito canhões de 280 milímetros em quatro torres duplas, uma na frente, uma atrás e duas nas laterais da superestrutura. A bateria secundária foi descartada e as armas de menor calibre foram aumentadas para dezesseis de cem milímetros. O quarto projeto era uma variação do terceiro, mas com seis de 305 milímetros em duas torres duplas e duas simples. As armas de cem milímetros permaneceram iguais. O quinto e último projeto tinha quatro canhões de 305 milímetros em duas torres duplas, oito canhões de 190 milímetros em quatro torres laterais e doze canhões de cem milímetros em casamatas. O arquiteto naval Siegfried Popper, líder da equipe de projeto, defendeu um couraçado "apenas com armas grandes". Entretanto, as instalações austro-húngaras na época tinham um limite máximo de dezesseis mil toneladas de deslocamento, com os dois projetos no novo estilo excedendo esse limite.
Popper acabou cedendo, admitindo que o projeto conceitual exigiria a construção de novas instalações, como uma nova doca seca flutuante, o que por sua vez teria aumentado significativamente o preço do projeto. A comissão da marinha assim selecionou o quinto projeto, porém ele passou por um processo de refinamento em que bateria secundária foi alterada de 190 milímetros para 240 milímetros. Os canhões principais de 305 milímetros foram escolhidos porque a culatra dos novos canhões de 280 milímetros não eram confiáveis. A proteção subaquática também foi enfatizada, com a Marinha Austro-Húngara realizando testes explosivos entre agosto e novembro de 1906 no antigo ironclad SMS Kaiser Max. Os testes foram realizados com dez quilogramas de explosivos em uma tentativa de investigar os efeitos de uma mina naval padrão de cem quilogramas em uma escala 1:10. Os testes fracassaram de forma geral; consequentemente, Popper criou um modelo matemático para prever a força que o sistema de proteção subaquático precisaria para proteger os novos couraçados. Os navios acabaram sendo equipados com um fundo duplo blindado como proteção contra minas e torpedos.

## Projeto

### Características

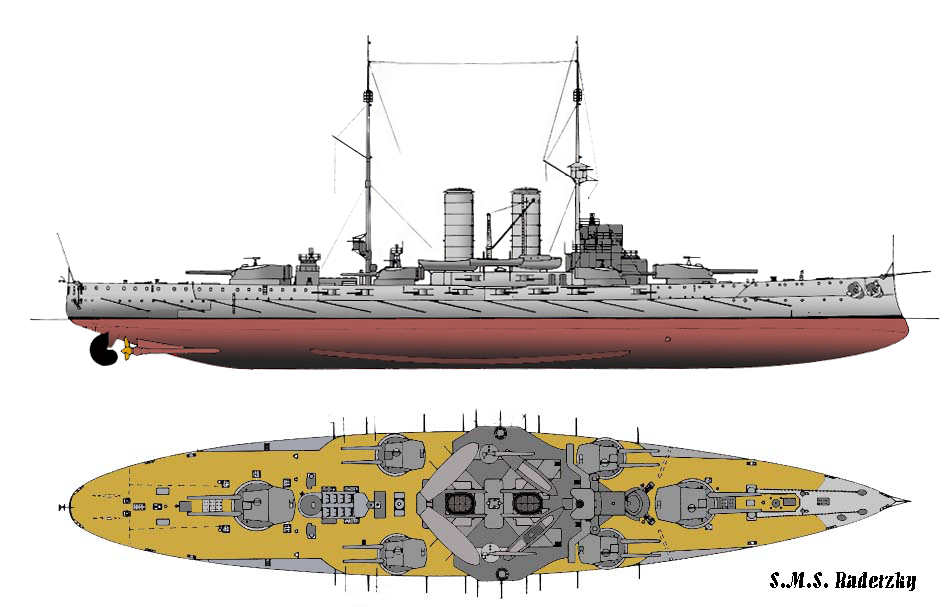
Desenho do SMS Radetzky

Os navios da Classe Radetzky tinham 138,8 metros de comprimento de fora a fora. Suas bocas eram de 24,6 metros e possuíam calados de 8,1 metros. Os couraçados foram projetados para terem um deslocamento padrão de 14 741 toneladas, porém essa valor podia chegar a 16,1 mil toneladas quando totalmente carregados com suprimentos de batalha. As embarcações eram impulsionadas por dois motores de tripla-expansão com quatro cilindros, alimentados por um total de seis caldeiras do tipo Yarrow, que giravam duas hélices. Esse maquinário era capaz de gerar 19,8 mil cavalos-vapor (14,6 mil quilowatts) de potência, o que fazia com que os navios chegassem a uma velocidade máxima de 20,5 nós (38 quilômetros por hora). Os três couraçados carregavam 1 350 toneladas de carvão, o que permitia um alcance de quatro mil milhas náuticas (7,4 mil quilômetros) a uma velocidade de dez nós (dezenove quilômetros por hora).

### Armamento

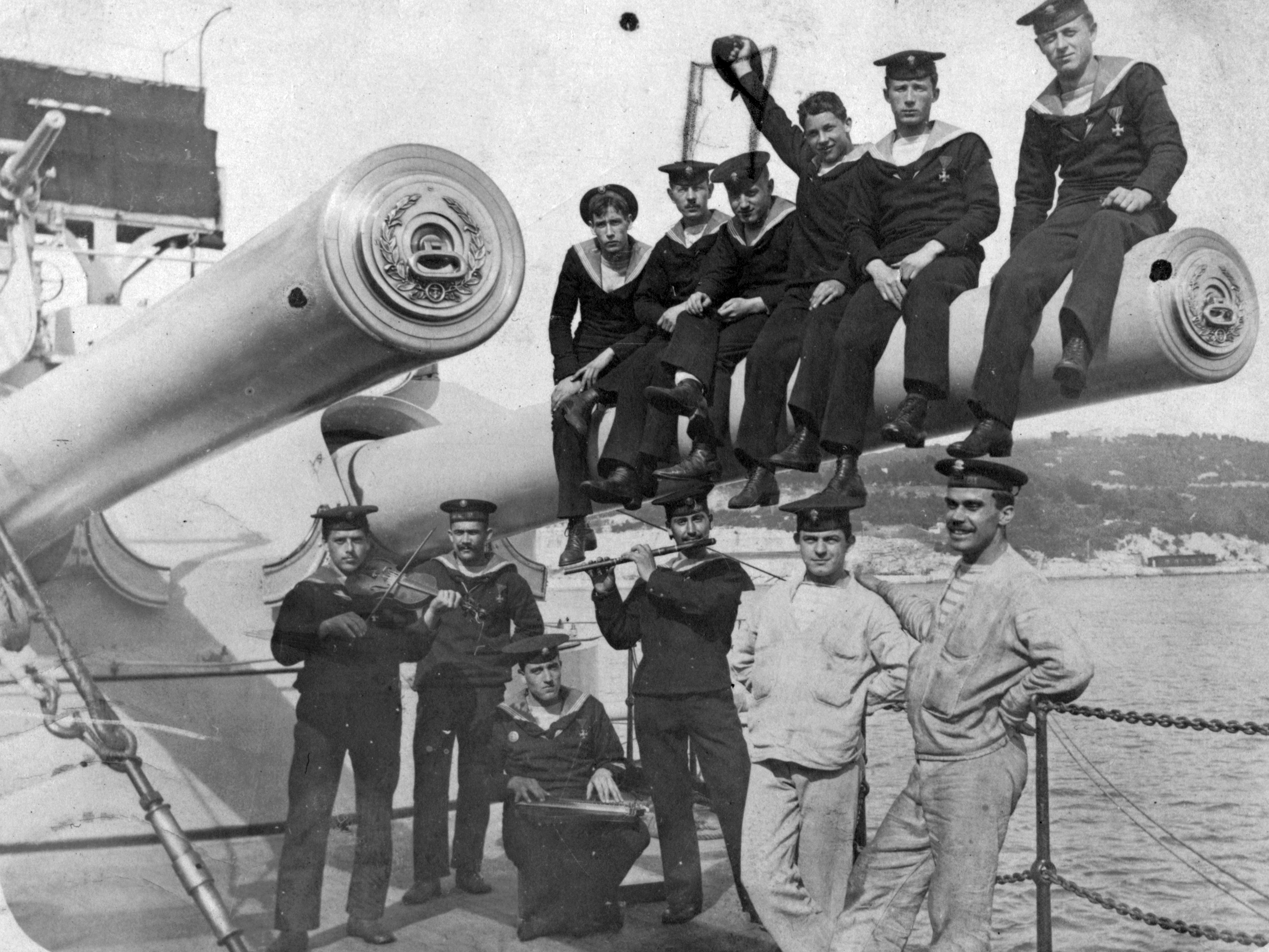
Tripulantes do Radetzky junto com dois dos canhões de 240 milímetros

Os navios da Classe Radetzky tinham uma bateria principal de artilharia composta por quatro canhões K10 de 305 milímetros calibre 45 montados em duas torres de artilharia duplas. Essas armas foram construídos pela Škoda-Werken em Pilsen, na Boêmia. Esses canhões eram capazes de uma cadência de tiro de três disparos no primeiro minuto, depois do qual a cadência ficava em um ou dois disparos por minuto. As armas disparavam projéteis anti-blindagem que pesavam 450 quilogramas e necessitavam de uma carga propelente de 138 quilogramas. Sua velocidade de saída era de oitocentos metros por segundo. As torres de artilharia podiam abaixar até três graus negativos e elevar até vinte graus. Em sua elevação máxima, eram capazes de disparar um projétil a 22 quilômetros de distância. As torres sofreram de várias falhas de projeto, dentre estas estava uma cúpula muito grande no topo. Caso essa cúpula fosse atingida, a fina blindagem poderia ser arrancada. Outra questão séria era um defeito no sistema de ventilação: gases propelentes tóxicos eram soltados dentro da torre quando ela estava sendo ventilada sob condições de combate. Foi estimado que as torres continham por volta de quinze minutos de oxigênio adequado assim que os sistemas de ventilação fosse acionado.
Os couraçados também carregavam uma bateria secundária pesada composta por oito canhões de 240 milímetros montados em quatro torres duplas. As torres eram montadas à meia-nau, duas de cada lado. Essas armas tinha quase metade do poder de penetração dos canhões de 305 milímetros e um alcance 25 por cento menor. O armamento secundário era complementado por vinte canhões K10 de cem milímetros em torres simples. Estes canhões disparavam proéteis de 26,2 quilogramas em uma cadência de tiro de oito a dez disparos por minuto. Sua velocidade de saída era de 880 metros por segundo e conseguiam disparar um projétil a onze quilômetros de distância. As embarcações da Classe Radetzky também eram equipadas com várias armas de menor calibre, incluindo dois canhões L/18 de 66 milímetros, quatro canhões L/44 de 47 milímetros e um canhão L/33 de disparo rápido de 47 milímetros. Os três navios passaram por reformas entre 1916 e 1917 em que quatro canhões K10 de 66 milímetros foram instalados para defesa antiaérea. Todos também era equipados com três tubos de torpedo de 450 milímetros, dois na proa e um na popa.

### Blindagem
Todos os três membros da Classe Radetzky tinham um cinturão de blindagem com 230 milímetros de espessura na parte central dos navios, onde protegia os depósitos de munição, salas de máquinas e outras áreas essenciais dos couraçados. Esse cinturão se estendia até as barbetas das torres de artilharia, depois do qual ele reduzia de espessura para cem milímetros a medida que seguia em direção às extremidades da embarcação. Uma antepara anti-torpedos de 54 milímetros de espessura ficava por todo o comprimento do casco como uma camada de proteção subaquática adicional caso o cinturão de blindagem principal fosse perfurado. O convés blindado tinha 48 milímetros de espessura e era apoiado por um convés inclinado que tinha a mesma espessura. As torres de artilharia principais eram blindadas com laterais de 250 milímetros, enquanto seus tetos possuíam uma espessura de sessenta milímetros. As torres secundárias tinham laterais de duzentos milímetros e tetos de cinquenta milímetros. As casamatas da bateria terciária eram protegidas por placas de 120 milímetros de espessura. A torre de comando tinha laterais de 250 milímetros e teto de cem milímetros de espessura.

## Navios
Todos os três couraçados foram construídos pelos estaleiros da Stabilimento Tecnico Triestino em Trieste. As obras do Erzherzog Franz Ferdinand começaram no dia 12 de setembro de 1907 com o batimento de quilha, enquanto a construção do Radetzky se iniciou duas meses depois em 26 de novembro. O primeiro foi lançado ao mar em 30 de setembro de 1908 e foi comissionado na frota austro-húngara pouco menos de dois anos depois em 5 de junho de 1910. O Radetzky por sua vez foi lançado ao mar em 3 de julho de 1909 e comissionado em 15 de janeiro de 1911. A construção da terceira embarcação da classe, o Zrínyi, começou em 20 de janeiro de 1909, alguns meses depois do lançamento do Erzherzog Franz Ferdinand, com ele sendo lançado ao mar em 12 de abril de 1910 e comissionado em 15 de setembro do ano seguinte.
| Navio                     | Construtor                     | Homônimo                      | Batimento              | Lançamento             | Comissionamento        | Destino                |
| ------------------------- | ------------------------------ | ----------------------------- | ---------------------- | ---------------------- | ---------------------- | ---------------------- |
| Erzherzog Franz Ferdinand | Stabilimento Tecnico Triestino | Francisco Fernando da Áustria | 12 de setembro de 1907 | 30 de setembro de 1908 | 5 de junho de 1910     | Desmontado em 1926     |
| Radetzky                  | Stabilimento Tecnico Triestino | Josef Radetzky von Radetz     | 26 de novembro de 1907 | 3 de julho de 1909     | 15 de janeiro de 1911  | Desmontados em 1920–21 |
| Zrínyi                    | Stabilimento Tecnico Triestino | Família Zrínyi                | 20 de janeiro de 1909  | 12 de abril de 1910    | 15 de setembro de 1911 | Desmontados em 1920–21 |

## História

### Tempos de paz

O Erzherzog Franz Ferdinand

Os três couraçados da Classe Radetzky foram designados para a 2ª Divisão da 1ª Esquadra de Batalha. Os navios realizaram vários cruzeiros de treinamento pelo Mar Mediterrâneo a medida que foram sendo comissionados entre 1910 e 1911. O Radetzky esteve presente em 1911 em uma revista de frota em Spithead, no Reino Unido, em celebração da coroação do rei Jorge V. No ano seguinte o Zrínyi participou de um cruzeiro de treinamento no Mediterrâneo junto com os recém comissionados SMS Viribus Unitis e SMS Tegetthoff, os novos couraçados da Classe Tegetthoff. Esse cruzeiro incluiu uma parada em Malta. Os três navios se envolveram em 1913 em uma demonstração naval internacional em protesto contra a Primeira Guerra Balcânica; durante essa ação, os primeiros hidroaviões lançados de um navio de guerra em combate foram operados dos membros da Classe Radetzky.

### Primeira Guerra
A assistência da frota austro-húngara foi requerida pela Divisão Mediterrânea alemã, formada pelos cruzadores SMS Breslau e SMS Goeben. Os navios alemães estavam tentando fugir de Messina, onde estavam se reabastecendo antes do início da guerra. Embarcações britânicas começaram a se reunir perto de Messina nas primeiras semanas de agosto de 1914 em uma tentativa de prender os alemães. A Áustria-Hungria ainda não tinha mobilizado sua frota, porém uma força foi reunida; ela consistia nos navios da Classe Radetzky e nos três primeiros membros da Classe Tegetthoff, junto com cruzadores e embarcações menores. O alto-comando austro-húngaro não queria instigar uma guerra contra o Reino Unido, assim ordenou que sua frota evitasse as embarcações britânicas e apenas apoiasse os navios alemães abertamente enquanto estivessem em águas austro-húngaras. Os alemães deixaram Messina em 7 de agosto, com os austro-húngaros os acompanhando até Brindisi antes de retornarem para sua base.
O Exército de Terra Francês estabeleceu, em outubro de 1914, baterias de artilharia no monte Lovćen em Montenegro com o objetivo de apoiar o exército montenegrino em sua campanha contra o Exército Austro-Húngaro em Cátaro. Os três antigos couraçados pré-dreadnought da Classe Habsburg foram enviados para enfrentar a bateria em 15 de outubro, porém seus canhões de 240 milímetros não foram suficientes para deslocar os franceses, assim o Radetzky foi enviado para auxiliá-los. O couraçado chegou no dia 21 e seus disparos com seus canhões de 305 milímetros forçaram os franceses a abandonarem suas posições. As embarcações não participaram de nenhuma outra ação pelos meses seguintes até 24 de maio de 1915, quando os três navios, junto com a maior parte da frota austro-húngara, bombardearam o litoral de Ancona depois da declaração de guerra da Itália contra a Áustria-Hungria. Durante essa ação, o Zrínyi atacou instalações ferroviárias em Senigália, o Radetzky atacou uma ferrovia perto da foz do rio Potenza, enquanto o Erzherzog Franz Ferdinand ficou junto com a força principal e atacou alvos militares e portuários na cidade de Ancona.
A Marinha Austro-Húngara pouco fez pelo restante do conflito, com a força principal de sua frota permanecendo ancorada a maior parte do tempo em sua base naval em Pola. Em outubro de 1918, com a Áustria-Hungria a beira da derrota, o governo tentou transferir a maior parte de sua frota para o recém declarado Estado dos Eslovenos, Croatas e Sérvios. Em 10 de novembro, um dia antes da assinatura de um armistício com a Itália, oficiais e tripulantes iugoslavos tomaram controle do Radetzky e do Zrínyi e partiram de Pola. As embarcações avistaram uma frota italiana aproximando-se e hastearam uma bandeira dos Estados Unidos, navegando pela costa do Adriático até Castelli. Eles apelaram para as forças da Marinha dos Estados Unidos para que os encontrassem e aceitassem suas rendições, o que foi feito por uma esquadra de submarinos na área. O subsequente Tratado de Saint-Germain-en-Laye de setembro de 1919 estipulou que todos os couraçados da Classe Radetzky fossem entregues para a Itália. O Radetzky e o Zrínyi acabaram desmontados entre 1920 e 1921, enquanto o Erzherzog Franz Ferdinand sobreviveu até 1926, quando também foi desmontado.